# Adénome hépatocellulaire
 Mise en garde médicale
L'adénome hépatocellulaire est une tumeur bénigne du foie rare qui atteint la femme. Elle serait due aux contraceptifs oraux. L'incidence est estimée à un cas par million. La taille de la tumeur varie de 1 cm à 20 cm. Le plus souvent, des lésions sont découvertes au hasard lors d'examens radiologiques effectués pour d'autres raisons 
L'analyse génétique de l'adénome peut révéler des mutations sur le NFIA ou bêta-caténine.
La complication principale est la survenue d'une hémorragie, d'autant que l'adénome est volumineux, situé sur le lobe gauche du foie, ou à proximité d'une artère.
La prise en charge de ces tumeurs ont fait l'objet de la publication de recommandations par des sociétés savantes. Celles de l'« American College of Gastroenterology » datent de 2014. La contraception oestro-progestative  est naturellement interdite.
L'adénome hépatocellulaire est évoquée dans l'épisode 9 de la Saison 2 de Dr House.